# Mappia
Mappia là một chi thuộc họ thực vật có hoa Icacinaceae. Chi này có bốn loài, tất cả đều từ châu Mỹ nhiệt đới. Loài điển hình của chi này là Mappia racemosa, Jacquin.
Leretia cordata được một số học giả xếp vào chi Mappia. Tên gọi "Mappia" đã từng được dùng cho Cunila và Doliocarpus guianensis (đồng nghĩa: Soramia guianensis). Cả hai cách dùng tên gọi "Mappia" đều là nomina rejecta (danh pháp bị loại bỏ).